# Uniwersytet Republiki
Publiczny Uniwersytet Republiki (Universidad de la República) w Montevideo jest największą uczelnią wyższą Urugwaju. Obecnie studiuje na niej 108.886 studentów (2012 r.). Uczelnia została założona 18 lipca 1849 roku, a większość ówczesnych budynków i wydziałów wciąż funkcjonuje. Aktualnym rektorem jest dr Roberto Markarian Abrahamian (od sierpnia 2014 r.).

## Wydziały

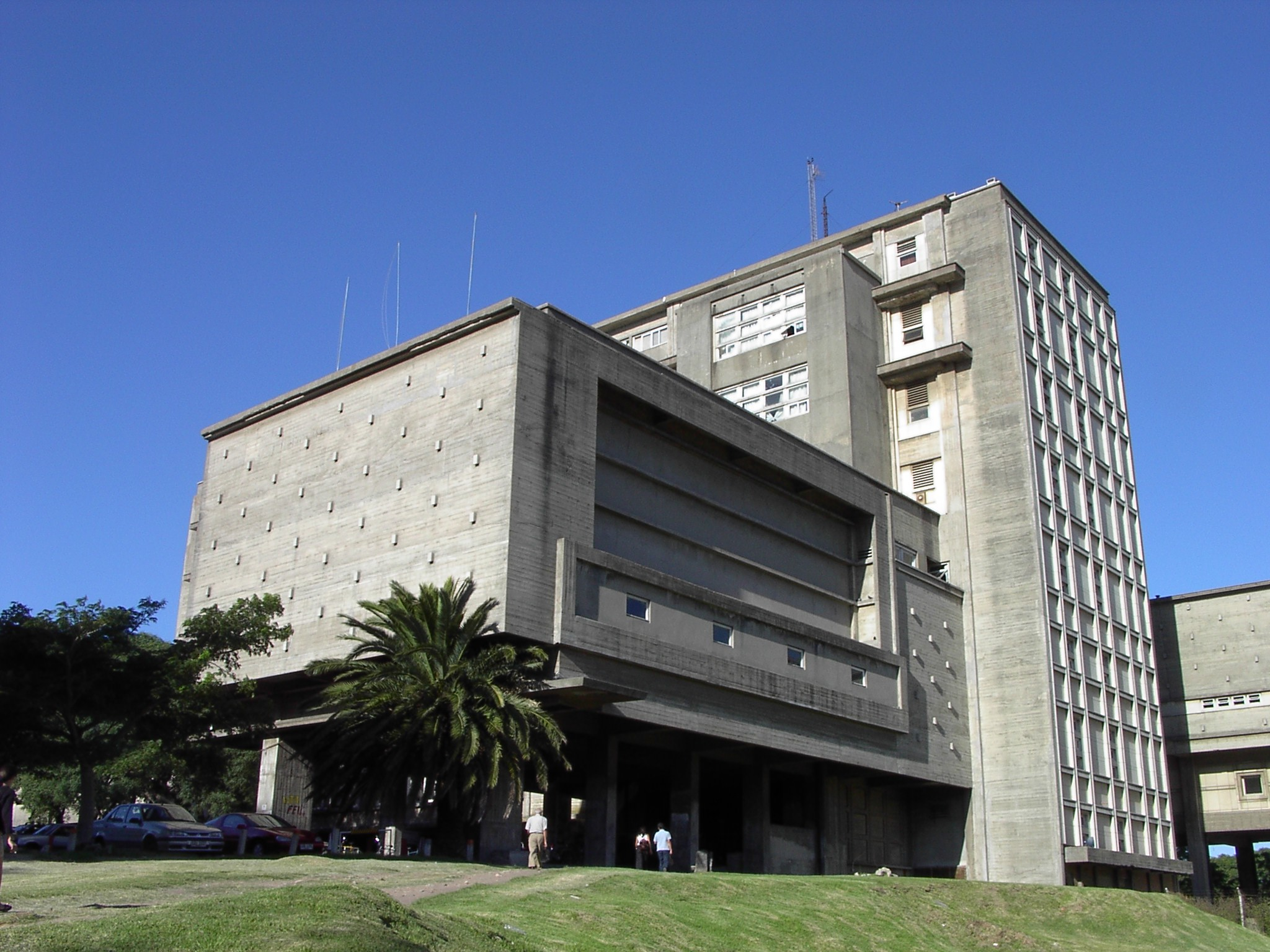
Wydział inżynierii, przykład architektury brutalistycznej

- Agronomii
- Architektury
- Chemii
- Ekonomii i Administracji
- Inżynierii
- Humanistyczny
- Prawa
- Medycyny
- Pielęgniarski
- Stomatologii
- Psychologii
- Pedagogiczny
- Socjologii
- Weterynarii

## SzkołyiInstytuty
- Narodowy Instytut Sztuki
- Szkoła Administracji
- Szkoła Informatyki
- Szkoła Muzyczna
- Szkoła Żywienia i Dietetyki
- Szkoła Położnicza
- Instytuty Technologii Medycznej i Stomatologicznej

Do uniwersytetu należy ponadto szpital w Montevideo, (Hospital de Clínicas “Dr. Manuel Quintela).

## Inne miasta
Uniwersytet Republiki w ramach projektu decentralizacji otwiera swoje filie w innych miejscach Urugwaju, Salto i Rivera.